# Чемпионат СССР по фигурному катанию 1991
Чемпионат СССР по фигурному катанию 1991 года — соревнование по фигурному катанию среди советских фигуристов сезона 1991—1992 года, организованное Федерацией фигурного катания на коньках СССР.
Последний, 56-й чемпионат Советского Союза, проходивший во время развала СССР в декабре 1991 года. С 1992 новые независимые государства начали проводить свои национальные чемпионаты, чемпионат России состоялся в Челябинске.
На чемпионате 1991 года спортсмены соревновались в мужском и женском одиночном катании, парном фигурном катании и в спортивных танцах на льду.

## Результаты

### Мужчины
Алексей Урманов попытался исполнить четверной тулуп, но не справился, остальные прыжки были сделаны чисто. Виктор Петренко упал в оригинальной (короткой) программе, а в произвольной сорвал большинство прыжков и каскадов..
| Место | Имя                             | SP | LP |
| ----- | ------------------------------- | -- | -- |
| 1     | Алексей Урманов Санкт-Петербург | 2  | 1  |
| 2     | Вячеслав Загороднюк Одесса      | 1  | 3  |
| 3     | Виктор Петренко Одесса          | 4  | 2  |
| 4     | Василий Еременко Одесса         | 3  | 4  |
| 5     | Олег Татауров Санкт-Петербург   | 5  | 5  |
| 6     | Сергей Минаев Москва            | 6  | 6  |

### Женщины
| Место | Имя                           | SP | LP |
| ----- | ----------------------------- | -- | -- |
| 1     | Юлия Воробьёва Москва         | 1  | 1  |
| 2     | Татьяна Рачкова Москва        | 2  | 2  |
| 3     | Мария Бутырская Москва        | 4  | 3  |
| 4     | Ольга Маркова Санкт-Петербург | 5  | 5  |
| 5     | Наталья Горбенко Киев         | 8  | 4  |
| 6     | Юлия Шеленкова Москва         | 7  | 6  |
|       | Марина Жердзицкая             |    |    |
|       | Надежда Ковалевская           |    |    |
|       | Оксана Баюл                   |    |    |

## Пары
| Место | Имя                                               | SP | LP |
| ----- | ------------------------------------------------- | -- | -- |
| 1     | Елена Бечке / Денис Петров Санкт-Петербург        | 3  | 1  |
| 2     | Евгения Шишкова / Вадим Наумов Санкт-Петербург    | 1  | 2  |
| 3     | Марина Ельцова / Андрей Бушков Санкт-Петербург    | 2  | 3  |
| 4     | Оксана Казакова / Дмитрий Суханов Санкт-Петербург | 4  | 4  |
| 5     | Елена Тобяш / Сергей Смирнов Санкт-Петербург      | 5  | 6  |
| 6     | Елена Лединкина / Денис Тихонов Санкт-Петербург   | 8  | 5  |

### Танцы
Тренер чемпионов Грищук и Платова, Наталья Дубова, так расстроилась из-за снятия другой её пары, Татьяны Навки и Самвела Гезаляна, что в Киев не приехала
| Место | Имя                                        | CD | OD | FD |
| ----- | ------------------------------------------ | -- | -- | -- |
| 1     | Оксана Грищук / Евгений Платов Москва      | 1  | 1  | 1  |
| 2     | Анжелика Крылова / Владимир Федоров Москва |    |    |    |
| 3     | Ирина Романова / Игорь Ярошенко Москва     |    |    |    |
| 4     | Елена Кустарова / Олег Овсянников Москва   |    |    |    |
| 5     | Алики Стергиаду / Юрий Разгуляев Ташкент   |    |    |    |
| 6     | Ирина Лобачева / Алексей Поспелов Москва   |    |    |    |